# بيل جونسون (لاعب كرة قدم أمريكية)
بيل جونسون (بالإنجليزية: Bill Johnson)‏ هو لاعب كرة قدم أمريكية أمريكي، ولد في 9 ديسمبر 1968 في شيكاغو في الولايات المتحدة.

## وصلات خارجية
- ويليام جونسون على موقع مرجع كرة القدم المحترفة.كوم (الإنجليزية)